# Sardar Azmoun
Sardar Azmoun (in persiano سردار آزمون‎, Sardâr Âzmun; Gonbad-e Kāvūs, 1º gennaio 1995) è un calciatore iraniano, attaccante dello Shabab Al-Ahli e della nazionale iraniana.

## Biografia
Suo padre Khalil Azmoun è stato un pallavolista di etnia .

## Caratteristiche tecniche
Soprannominato il "Messi iraniano" dalla stampa specializzata, Azmoun è un attaccante destro di piede, dal fisico longilineo, filiforme ed elastico; in possesso di un'ampia visione del campo, a cui abbina ottime doti tecniche, velocità palla al piede, agilità nei movimenti ed eleganza nel controllo di palla.
Molto abile nel pressing, che può esercitare "sporcando" le reti di passaggi dei difensori avversari, vanta capacità atletiche fuori dal comune, su tutte resistenza e un'ottima elevazione, che gli consente di anticipare l'intervento del diretto marcatore, sia a centrocampo sia sui calci piazzati, dove può risultare prezioso anche in termini realizzativi.

## Carriera

### Club

#### Gli esordi

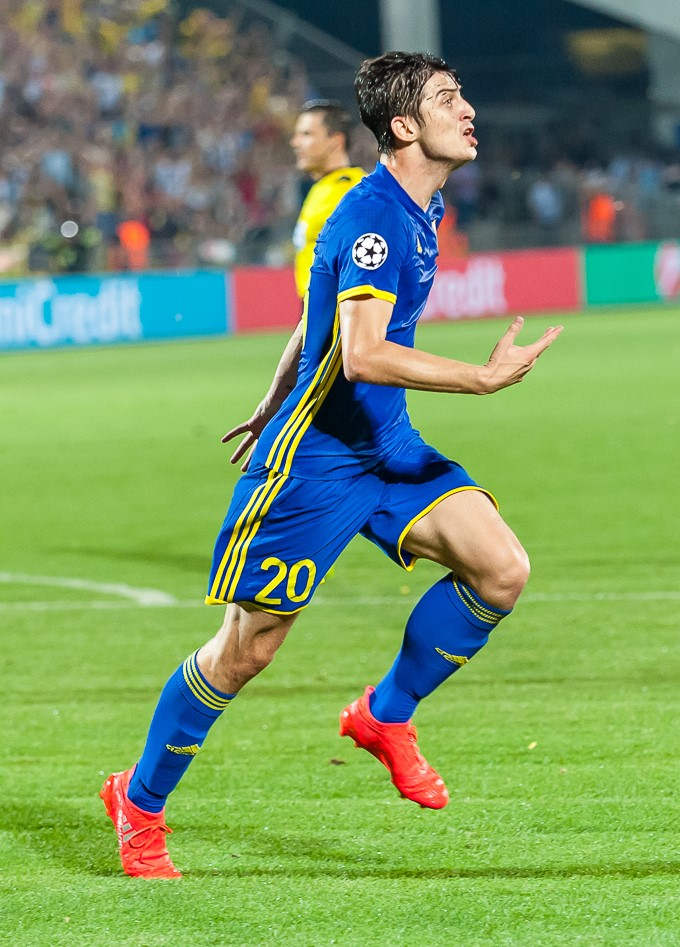
Azmoun con il nel 2016

Comincia la carriera calcisitica nell'Oghab Gonbad, squadra di Gonbad-e Kavus. Qualche anno dopo entra nel settore giovanile dello Shamoushak Gorgan, prima di approdare all'Etka Gorgan, all'epoca militante nella seconda serie iraniana. All'età di 15 anni passa al Sepahan dove, nella stagione 2011-2012, scende in campo in qualche amichevole pre-campionato, nell'annata in cui la squadra vince il titolo iraniano.
Nell'estate del 2013 viene acquistato dai russi del Rubin, che lo aggregano inizialmente alla formazione giovanile. Il debutto in prima squadra avviene il 27 luglio 2013 quando, appena diciottenne, Azmoun subentra nel secondo tempo della partita di UEFA Europa League vinta per 1-0 sul Jagodina. Il 29 agosto, alla seconda presenza con il Rubin, va a segno nella gara di Europa League vinta per 3-0 contro il Molde, dopo essere subentrato nel secondo tempo. Il 6 ottobre seguente esordisce in Prem'er-Liga, la massima divisione russa, realizzando un gol e un assist nella partita vinta per 5-1 contro l'Anži. Conclude la prima stagione da professionista con 5 reti in 17 incontri disputati.
Nel gennaio 2015 si trasferisce in prestito al Rostov. L'8 marzo debutta con i gialloblù nella partita persa 1-0 contro la Lokomotiv Mosca, mentre nell'incontro seguente di campionato realizza la rete della vittoria per 2-1 sul Krasnodar. Al termine dell'accordo, dopo aver segnato 4 reti in 12 presenze, viene riscattato per 2 milioni di euro. Il 6 novembre seguente segna il primo gol stagionale nella massima serie russa, in una partita vinta per 4-1. Nei due anni successivi diventa l'attaccante di riferimento della squadra (21 reti in 65 partite), riuscendo a debuttare anche in UEFA Champions League il 26 luglio 2016. In tale competizione segna una delle tre reti che consentono al Rostov di vincere per 3-2 in casa del Bayern Monaco.
Il 14 luglio 2017 torna al Rubin a parametro zero. Disputa 45 partite tra campionato e coppe fino al gennaio 2019.

#### Zenit

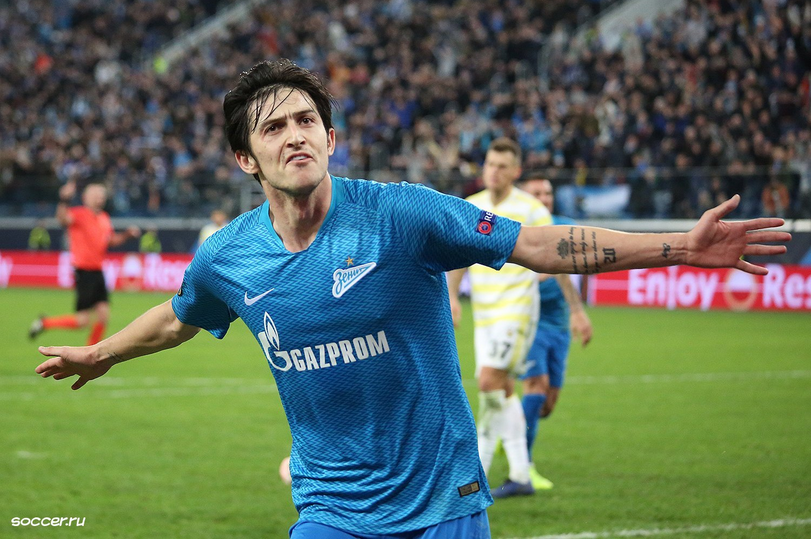
Azmoun con la maglia dello nel 2019

Il 1º febbraio 2019 si trasferisce allo Zenit San Pietroburgo, con cui firma un contratto di tre anni e mezzo. Venti giorni dopo realizza, in UEFA Europa League, le sue prime due reti con la maglia biancoblù, nel ritorno dei sedicesimi di finale vinto per 3-1 in casa contro il Fenerbahçe. Il 2 marzo, all'esordio con lo Zenit in Prem'er-Liga, segna il gol della vittoria nella partita contro l'Ural (1-0). Conclude i primi sei mesi con 12 gol complessivi, contribuendo alla vittoria del titolo nazionale.
Nel 2019-2020 segna 21 reti, di cui 17 in campionato, conquistando a fine stagione il double Prem'er-Liga-Coppa di Russia e, per la prima volta, il titolo di capocannoniere. Nella stagione successiva, oltre a riconfermare le vittorie a livello nazionale, ottiene il premio come miglior giocatore del campionato. In termini realizzativi invece, nonostante i 19 gol, non riesce a laurearsi nuovamente capocannoniere; tale riconoscimento andrà al compagno di reparto Artëm Dzjuba.
L'annata 2021-2022 inizia con la vittoria della Supercoppa di Russia, secondo successo personale, al quale contribuisce con una rete nel 3-0 finale.

#### Bayer Leverkusen e prestito alla Roma
Il 22 gennaio 2022 il Bayer Leverkusen annuncia il suo ingaggio a parametro zero a partire dal 1º luglio 2022, facendogli siglare un contratto quinquennale. Il 30 gennaio 2022, con il permesso dello Zenit, anticipa il suo arrivo in Germania.
Il 25 agosto 2023 Azmoun firma il contratto con la Roma: arriva dai tedeschi del Bayer Leverkusen in prestito con diritto di riscatto fissato a 12.5 milioni di euro. Esordisce in Serie A il 17 settembre seguente, subentrando a Romelu Lukaku all'83' della partita casalinga vinta per 7-0 contro l'Empoli. Il 5 novembre 2023, in occasione della partita casalinga vinta contro il Lecce per 2-1, realizza la sua prima rete con i giallorossi. Al termine della stagione fa ritorno in Germania.

#### Al-Ahli Dubai
Il 28 luglio 2024, dopo una sola stagione in prestito in Italia, Azmoun viene ufficialmente ceduto a titolo definitivo all'Shabab Al-Ahli, squadra emiratina della UAE Pro League.

### Nazionale

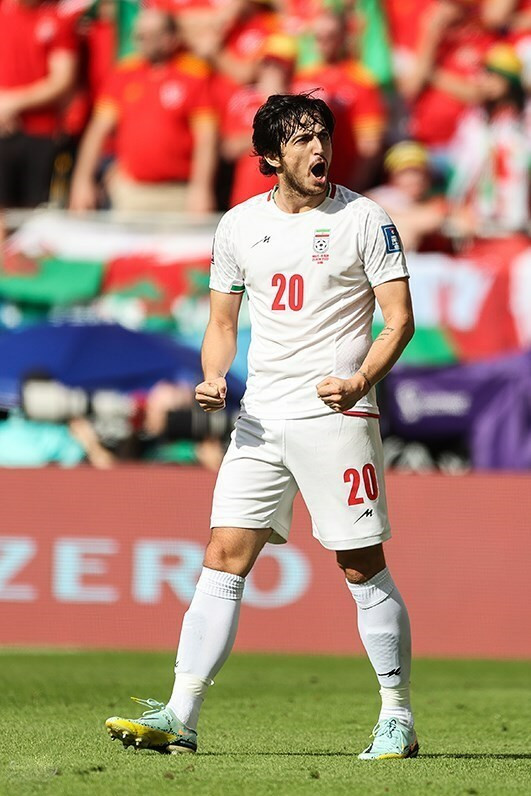
Azmoun con la maglia della nazionale iraniana durante la sfida vinta per 2-0 contro il Galles al.

Dal 2009 al 2015 veste le maglie di varie selezioni giovanili iraniane: Under-17, Under-20 e Under-23.
Il 26 maggio 2014 debutta in nazionale maggiore entrando al 60' al posto di Reza Ghoochannejhad nella partita amichevole contro il Montenegro. Non convocato dal CT Carlos Queiroz per disputare la fase finale del campionato del mondo 2014, viene chiamato a partecipare al campionato del mondo 2018, dove la squadra iraniana viene eliminata al termine della fase a gironi.
Il 28 giugno 2018, dopo l'eliminazione dal campionato mondiale, annuncia il ritiro prematuro dalla nazionale a causa di alcuni giudizi negativi ricevuti, per poi tornare sui propri passi e accettare la convocazione per la Coppa d'Asia del 2019, dove segna quattro gol, con l'Iran che esce in semifinale contro il Giappone.
Il 20 marzo 2025, in occasione del match di qualificazione al campionato mondiale del 2026 contro gli Emirati Arabi Uniti, ha stabilito un particolare primato: a causa di un guasto all'impianto elettrico dello Stadio Azadi di Teheran durante la prima frazione di gioco la partita venne sospesa e l'arbitro dovette assegnare 29 minuti di recupero; Azmoun ha siglato l'uno a zero al minuto 72 del primo tempo realizzando una delle reti più tardive mai realizzate nella prima frazione di gioco.

## Statistiche

### Presenze e reti nei club
Statistiche aggiornate al 20 maggio 2025.
| Stagione                | Squadra                 | Campionato              | Campionato | Campionato | Coppe nazionali | Coppe nazionali | Coppe nazionali | Coppe continentali | Coppe continentali | Coppe continentali | Altre coppe | Altre coppe | Altre coppe | Totale | Totale |
| Stagione                | Squadra                 | Comp                    | Pres       | Reti       | Comp            | Pres            | Reti            | Comp               | Pres               | Reti               | Comp        | Pres        | Reti        | Pres   | Reti   |
| ----------------------- | ----------------------- | ----------------------- | ---------- | ---------- | --------------- | --------------- | --------------- | ------------------ | ------------------ | ------------------ | ----------- | ----------- | ----------- | ------ | ------ |
| 2013-2014               | Rubin Kazan'            | PL                      | 14         | 4          | KR              | 1               | 0               | UEL                | 2                  | 1                  | -           | -           | -           | 17     | 5      |
| 2014-gen. 2015          | Rubin Kazan'            | PL                      | 13         | 1          | KR              | 2               | 1               | -                  | -                  | -                  | -           | -           | -           | 15     | 2      |
| gen.-giu. 2015          | Rostov                  | PL                      | 12         | 4          | KR              | 0               | 0               | -                  | -                  | -                  | -           | -           | -           | 12     | 4      |
| 2015-2016               | Rostov                  | PL                      | 24         | 9          | KR              | 0               | 0               | -                  | -                  | -                  | -           | -           | -           | 24     | 9      |
| 2016-2017               | Rostov                  | PL                      | 27         | 7          | KR              | 0               | 0               | UCL+UEL            | 10+4               | 4+1                | -           | -           | -           | 41     | 12     |
| Totale Rostov           | Totale Rostov           | Totale Rostov           | 63         | 20         |                 | 0               | 0               |                    | 14                 | 5                  |             | -           | -           | 77     | 25     |
| 2017-2018               | Rubin Kazan'            | PL                      | 26         | 5          | KR              | 2               | 0               | -                  | -                  | -                  | -           | -           | -           | 28     | 5      |
| 2018-feb. 2019          | Rubin Kazan'            | PL                      | 14         | 4          | KR              | 3               | 1               | -                  | -                  | -                  | -           | -           | -           | 17     | 5      |
| Totale Rubin Kazan'     | Totale Rubin Kazan'     | Totale Rubin Kazan'     | 67         | 14         |                 | 8               | 2               |                    | 2                  | 1                  |             | -           | -           | 77     | 17     |
| feb.-giu. 2019          | Zenit                   | PL                      | 12         | 9          | KR              | 0               | 0               | UEL                | 4                  | 3                  | -           | -           | -           | 16     | 12     |
| 2019-2020               | Zenit                   | PL                      | 28         | 17         | KR              | 3               | 0               | UCL                | 6                  | 2                  | SR          | 1           | 2           | 38     | 21     |
| 2020-2021               | Zenit                   | PL                      | 24         | 19         | KR              | 0               | 0               | UCL                | 4                  | 0                  | SR          | 1           | 0           | 29     | 19     |
| 2021-gen. 2022          | Zenit                   | PL                      | 15         | 7          | KR              | 0               | 0               | UCL+UEL            | 5                  | 2                  | SR          | 1           | 1           | 21     | 10     |
| Totale Zenit            | Totale Zenit            | Totale Zenit            | 79         | 52         |                 | 3               | 0               |                    | 19                 | 7                  |             | 3           | 3           | 104    | 62     |
| gen.-giu. 2022          | Bayer Leverkusen        | BL                      | 9          | 1          | CG              | 0               | 0               | UEL                | 2                  | 0                  | -           | -           | -           | 11     | 1      |
| 2022-2023               | Bayer Leverkusen        | BL                      | 23         | 4          | CG              | 1               | 0               | UCL+UEL            | 2+7                | 0+0                | -           | -           | -           | 33     | 4      |
| Totale Bayer Leverkusen | Totale Bayer Leverkusen | Totale Bayer Leverkusen | 32         | 5          |                 | 1               | 0               |                    | 11                 | 0                  |             | -           | -           | 44     | 5      |
| 2023-2024               | Roma                    | A                       | 23         | 3          | CI              | 2               | 0               | UEL                | 4                  | 0                  | -           | -           | -           | 29     | 3      |
| 2024-2025               | Shabab Al-Ahli          | PL                      | 21         | 11         | CEAU+CdL        | 2+3             | 1+4             | ACL+ACL2           | 2+9                | 1+9                | SUAE+SC     | 1+1         | 0+1         | 39     | 28     |
| Totale carriera         | Totale carriera         | Totale carriera         | 285        | 105        |                 | 19              | 7               |                    | 61                 | 23                 |             | 5           | 4           | 370    | 139    |

### Cronologia presenze e reti in nazionale
| Cronologia completa delle presenze e delle reti in nazionale ― Iran | Cronologia completa delle presenze e delle reti in nazionale ― Iran | Cronologia completa delle presenze e delle reti in nazionale ― Iran | Cronologia completa delle presenze e delle reti in nazionale ― Iran | Cronologia completa delle presenze e delle reti in nazionale ― Iran | Cronologia completa delle presenze e delle reti in nazionale ― Iran | Cronologia completa delle presenze e delle reti in nazionale ― Iran | Cronologia completa delle presenze e delle reti in nazionale ― Iran |
| Data                                                                | Città                                                               | In casa                                                             | Risultato                                                           | Ospiti                                                              | Competizione                                                        | Reti                                                                | Note                                                                |
| ------------------------------------------------------------------- | ------------------------------------------------------------------- | ------------------------------------------------------------------- | ------------------------------------------------------------------- | ------------------------------------------------------------------- | ------------------------------------------------------------------- | ------------------------------------------------------------------- | ------------------------------------------------------------------- |
| 26-5-2014                                                           | Podgorica                                                           | Montenegro                                                          | 0 – 0                                                               | Iran                                                                | Amichevole                                                          | -                                                                   | 61’                                                                 |
| 30-5-2014                                                           | Conakry                                                             | Angola                                                              | 0 – 0                                                               | Iran                                                                | Amichevole                                                          | -                                                                   | 24’                                                                 |
| 18-11-2014                                                          | Teheran                                                             | Iran                                                                | 1 – 0                                                               | Corea del Sud                                                       | Amichevole                                                          | 1                                                                   | 60’                                                                 |
| 4-1-2015                                                            | Teheran                                                             | Iran                                                                | 1 – 0                                                               | Iraq                                                                | Amichevole                                                          | 1                                                                   | 34’ 74’                                                             |
| 11-1-2015                                                           | Melbourne                                                           | Iran                                                                | 2 – 0                                                               | Bahrein                                                             | Coppa d'Asia 2015 - 1º turno                                        | -                                                                   | 75’                                                                 |
| 15-1-2015                                                           | Sydney                                                              | Qatar                                                               | 0 – 1                                                               | Iran                                                                | Coppa d'Asia 2015 - 1º turno                                        | 1                                                                   | 62’                                                                 |
| 19-1-2015                                                           | Brisbane                                                            | Iran                                                                | 1 – 0                                                               | Emirati Arabi Uniti                                                 | Coppa d'Asia 2015 - 1º turno                                        | -                                                                   | 45’ 72’                                                             |
| 23-1-2015                                                           | Canberra                                                            | Iran                                                                | 3 – 3 dts (6 - 7 dtr)                                               | Iraq                                                                | Coppa d'Asia 2015 - Quarti di finale                                | 1                                                                   | 67’                                                                 |
| 11-6-2015                                                           | Tashkent                                                            | Uzbekistan                                                          | 0 – 1                                                               | Iran                                                                | Amichevole                                                          | -                                                                   | 46’                                                                 |
| 16-6-2015                                                           | Daşoguz                                                             | Turkmenistan                                                        | 1 – 1                                                               | Iran                                                                | Qual. Mondiali 2018                                                 | 1                                                                   |                                                                     |
| 3-9-2015                                                            | Teheran                                                             | Iran                                                                | 6 – 0                                                               | Guam                                                                | Qual. Mondiali 2018                                                 | 2                                                                   | 70’                                                                 |
| 8-9-2015                                                            | Bangalore                                                           | India                                                               | 0 – 3                                                               | Iran                                                                | Qual. Mondiali 2018                                                 | 1                                                                   |                                                                     |
| 8-10-2015                                                           | Mascate                                                             | Oman                                                                | 1 – 1                                                               | Iran                                                                | Qual. Mondiali 2018                                                 | -                                                                   | 86’                                                                 |
| 13-10-2015                                                          | Teheran                                                             | Iran                                                                | 1 – 1                                                               | Giappone                                                            | Amichevole                                                          | -                                                                   | 83’                                                                 |
| 24-3-2016                                                           | Teheran                                                             | Iran                                                                | 4 – 0                                                               | India                                                               | Qual. Mondiali 2018                                                 | 1                                                                   | 88’                                                                 |
| 29-3-2016                                                           | Teheran                                                             | Iran                                                                | 2 – 0                                                               | Oman                                                                | Qual. Mondiali 2018                                                 | 2                                                                   | 62’                                                                 |
| 2-6-2016                                                            | Skopje                                                              | Macedonia                                                           | 1 – 3                                                               | Iran                                                                | Amichevole                                                          | 3                                                                   | 65’                                                                 |
| 7-6-2016                                                            | Teheran                                                             | Iran                                                                | 6 – 0                                                               | Kirghizistan                                                        | Amichevole                                                          | 1                                                                   | 71’                                                                 |
| 1-9-2016                                                            | Teheran                                                             | Iran                                                                | 2 – 0                                                               | Qatar                                                               | Qual. Mondiali 2018                                                 | -                                                                   | 84’                                                                 |
| 6-9-2016                                                            | Shenyang                                                            | Cina                                                                | 0 – 0                                                               | Iran                                                                | Qual. Mondiali 2018                                                 | -                                                                   |                                                                     |
| 6-10-2016                                                           | Tashkent                                                            | Uzbekistan                                                          | 0 – 1                                                               | Iran                                                                | Qual. Mondiali 2018                                                 | -                                                                   | 63’                                                                 |
| 11-10-2016                                                          | Teheran                                                             | Iran                                                                | 1 – 0                                                               | Corea del Sud                                                       | Qual. Mondiali 2018                                                 | 1                                                                   | 80’ 85’                                                             |
| 23-3-2017                                                           | Doha                                                                | Qatar                                                               | 0 – 1                                                               | Iran                                                                | Qual. Mondiali 2018                                                 | -                                                                   | 84’                                                                 |
| 28-3-2017                                                           | Teheran                                                             | Iran                                                                | 1 – 0                                                               | Cina                                                                | Qual. Mondiali 2018                                                 | -                                                                   | 72’                                                                 |
| 4-6-2017                                                            | Podgorica                                                           | Montenegro                                                          | 1 – 2                                                               | Iran                                                                | Amichevole                                                          | 2                                                                   | 64’                                                                 |
| 12-6-2017                                                           | Teheran                                                             | Iran                                                                | 2 – 0                                                               | Uzbekistan                                                          | Qual. Mondiali 2018                                                 | 1                                                                   | 75’                                                                 |
| 5-9-2017                                                            | Teheran                                                             | Iran                                                                | 2 – 2                                                               | Siria                                                               | Qual. Mondiali 2018                                                 | 2                                                                   |                                                                     |
| 10-10-2017                                                          | Kazan'                                                              | Russia                                                              | 1 – 1                                                               | Iran                                                                | Amichevole                                                          | 1                                                                   | 64’                                                                 |
| 9-11-2017                                                           | Graz                                                                | Iran                                                                | 2 – 1                                                               | Panama                                                              | Amichevole                                                          | -                                                                   | 58’                                                                 |
| 13-11-2017                                                          | Nimega                                                              | Venezuela                                                           | 0 – 1                                                               | Iran                                                                | Amichevole                                                          | -                                                                   | 61’                                                                 |
| 27-3-2018                                                           | Graz                                                                | Iran                                                                | 2 – 1                                                               | Algeria                                                             | Amichevole                                                          | 1                                                                   | 62’                                                                 |
| 28-5-2018                                                           | Istanbul                                                            | Turchia                                                             | 2 – 1                                                               | Iran                                                                | Amichevole                                                          | -                                                                   | 80’                                                                 |
| 8-6-2018                                                            | Mosca                                                               | Iran                                                                | 1 – 0                                                               | Lituania                                                            | Amichevole                                                          | -                                                                   | 46’                                                                 |
| 15-6-2018                                                           | San Pietroburgo                                                     | Marocco                                                             | 0 – 1                                                               | Iran                                                                | Mondiali 2018 - 1º turno                                            | -                                                                   |                                                                     |
| 20-6-2018                                                           | Kazan'                                                              | Iran                                                                | 0 – 1                                                               | Spagna                                                              | Mondiali 2018 - 1º turno                                            | -                                                                   |                                                                     |
| 25-6-2018                                                           | Saransk                                                             | Iran                                                                | 1 – 1                                                               | Portogallo                                                          | Mondiali 2018 - 1º turno                                            | -                                                                   | 54’                                                                 |
| 16-10-2018                                                          | Teheran                                                             | Iran                                                                | 2 – 1                                                               | Bolivia                                                             | Amichevole                                                          | -                                                                   | 46’                                                                 |
| 20-11-2018                                                          | Doha                                                                | Iran                                                                | 1 – 1                                                               | Venezuela                                                           | Amichevole                                                          | -                                                                   | 66’                                                                 |
| 24-12-2018                                                          | Doha                                                                | Iran                                                                | 1 – 1                                                               | Palestina                                                           | Amichevole                                                          | -                                                                   | 60’                                                                 |
| 31-12-2018                                                          | Doha                                                                | Qatar                                                               | 1 – 2                                                               | Iran                                                                | Amichevole                                                          | 1                                                                   | 67’                                                                 |
| 7-1-2019                                                            | Abu Dhabi                                                           | Iran                                                                | 5 – 0                                                               | Yemen                                                               | Coppa d'Asia 2019 - 1º turno                                        | 1                                                                   |                                                                     |
| 12-1-2019                                                           | Abu Dhabi                                                           | Vietnam                                                             | 0 – 2                                                               | Iran                                                                | Coppa d'Asia 2019 - 1º turno                                        | 2                                                                   | 79’                                                                 |
| 16-1-2019                                                           | Dubai                                                               | Iran                                                                | 0 – 0                                                               | Iraq                                                                | Coppa d'Asia 2019 - 1º turno                                        | -                                                                   |                                                                     |
| 20-1-2019                                                           | Abu Dhabi                                                           | Iran                                                                | 2 – 0                                                               | Oman                                                                | Coppa d'Asia 2019 - Ottavi di finale                                | -                                                                   | 88’                                                                 |
| 24-1-2019                                                           | Abu Dhabi                                                           | Cina                                                                | 0 – 3                                                               | Iran                                                                | Coppa d'Asia 2019 - Quarti di finale                                | 1                                                                   | 86’                                                                 |
| 28-1-2019                                                           | al-'Ayn                                                             | Iran                                                                | 0 – 3                                                               | Giappone                                                            | Coppa d'Asia 2019 - Semifinale                                      | -                                                                   | 90+4’                                                               |
| 10-9-2019                                                           | Hong Kong                                                           | Hong Kong                                                           | 0 – 2                                                               | Iran                                                                | Qual. Mondiali 2022                                                 | 1                                                                   |                                                                     |
| 10-10-2019                                                          | Teheran                                                             | Iran                                                                | 14 – 0                                                              | Cambogia                                                            | Qual. Mondiali 2022                                                 | 3                                                                   | 57’                                                                 |
| 15-10-2019                                                          | Riffa                                                               | Bahrein                                                             | 1 – 0                                                               | Iran                                                                | Qual. Mondiali 2022                                                 | -                                                                   | 90+4’                                                               |
| 14-11-2019                                                          | Amman                                                               | Iraq                                                                | 2 – 1                                                               | Iran                                                                | Qual. Mondiali 2022                                                 | -                                                                   | 90’                                                                 |
| 8-10-2020                                                           | Tashkent                                                            | Uzbekistan                                                          | 1 – 2                                                               | Iran                                                                | Amichevole                                                          | 1                                                                   | 75’                                                                 |
| 30-3-2021                                                           | Teheran                                                             | Iran                                                                | 3 – 0                                                               | Siria                                                               | Amichevole                                                          | 1                                                                   | 72’                                                                 |
| 3-6-2021                                                            | Arad                                                                | Iran                                                                | 3 – 1                                                               | Hong Kong                                                           | Qual. Mondiali 2022                                                 | -                                                                   | 69’                                                                 |
| 7-6-2021                                                            | Riffa                                                               | Bahrein                                                             | 0 – 3                                                               | Iran                                                                | Qual. Mondiali 2022                                                 | 2                                                                   | 73’                                                                 |
| 15-6-2021                                                           | Arad                                                                | Iran                                                                | 1 – 0                                                               | Iraq                                                                | Qual. Mondiali 2022                                                 | 1                                                                   | 77’ 78’                                                             |
| 7-9-2021                                                            | Doha                                                                | Iraq                                                                | 0 – 3                                                               | Iran                                                                | Qual. Mondiali 2022                                                 | -                                                                   | 90+3’                                                               |
| 7-10-2021                                                           | Dubai                                                               | Emirati Arabi Uniti                                                 | 0 – 1                                                               | Iran                                                                | Qual. Mondiali 2022                                                 | -                                                                   | 90+4’                                                               |
| 12-10-2021                                                          | Teheran                                                             | Iran                                                                | 1 – 1                                                               | Corea del Sud                                                       | Qual. Mondiali 2022                                                 | -                                                                   | 80’ 90’                                                             |
| 11-11-2021                                                          | Sidone                                                              | Libano                                                              | 1 – 2                                                               | Iran                                                                | Qual. Mondiali 2022                                                 | 1                                                                   |                                                                     |
| 16-11-2021                                                          | Amman                                                               | Siria                                                               | 0 – 3                                                               | Iran                                                                | Qual. Mondiali 2022                                                 | 1                                                                   | 90’                                                                 |
| 24-3-2022                                                           | Seul                                                                | Corea del Sud                                                       | 2 – 0                                                               | Iran                                                                | Qual. Mondiali 2022                                                 | -                                                                   | 88’                                                                 |
| 29-3-2022                                                           | Mashhad                                                             | Iran                                                                | 2 – 0                                                               | Libano                                                              | Qual. Mondiali 2022                                                 | 1                                                                   |                                                                     |
| 12-6-2022                                                           | Doha                                                                | Algeria                                                             | 2 – 1                                                               | Iran                                                                | Amichevole                                                          | -                                                                   | 46’                                                                 |
| 23-9-2022                                                           | Sankt Pölten                                                        | Uruguay                                                             | 0 – 1                                                               | Iran                                                                | Amichevole                                                          | -                                                                   | 68’                                                                 |
| 27-9-2022                                                           | Maria Enzersdorf                                                    | Iran                                                                | 1 – 1                                                               | Senegal                                                             | Amichevole                                                          | 1                                                                   | 59’                                                                 |
| 21-11-2022                                                          | Al Rayyan                                                           | Inghilterra                                                         | 6 – 2                                                               | Iran                                                                | Mondiali 2022 - 1º turno                                            | -                                                                   | 77’                                                                 |
| 25-11-2022                                                          | Al Rayyan                                                           | Galles                                                              | 0 – 2                                                               | Iran                                                                | Mondiali 2022 - 1º turno                                            | -                                                                   | 68’                                                                 |
| 29-11-2022                                                          | Doha                                                                | Iran                                                                | 0 – 1                                                               | Stati Uniti                                                         | Mondiali 2022 - 1º turno                                            | -                                                                   | 46’                                                                 |
| 13-6-2023                                                           | Biškek                                                              | Iran                                                                | 6 – 1                                                               | Afghanistan                                                         | CAFA Nations Cup 2023 - 1º turno                                    | 1                                                                   | 55’                                                                 |
| 16-6-2023                                                           | Biškek                                                              | Kirghizistan                                                        | 1 – 5                                                               | Iran                                                                | CAFA Nations Cup 2023 - 1º turno                                    | 2                                                                   | 62’                                                                 |
| 20-6-2023                                                           | Tashkent                                                            | Uzbekistan                                                          | 0 – 1                                                               | Iran                                                                | CAFA Nations Cup 2023 - Finale                                      | 1                                                                   | 75’                                                                 |
| 13-10-2023                                                          | Amman                                                               | Giordania                                                           | 1 – 3                                                               | Iran                                                                | Amichevole                                                          | 1                                                                   | 67’                                                                 |
| 17-10-2023                                                          | Amman                                                               | Qatar                                                               | 0 – 4                                                               | Iran                                                                | Amichevole                                                          | 1                                                                   |                                                                     |
| 16-11-2023                                                          | Teheran                                                             | Iran                                                                | 4 – 0                                                               | Hong Kong                                                           | Qual. Mondiali 2026                                                 | 2                                                                   | 90’                                                                 |
| 21-11-2023                                                          | Tashkent                                                            | Uzbekistan                                                          | 2 – 2                                                               | Iran                                                                | Qual. Mondiali 2026                                                 | -                                                                   | cap. 75’                                                            |
| 14-1-2024                                                           | Al Rayyan                                                           | Iran                                                                | 4 – 1                                                               | Palestina                                                           | Coppa d'Asia 2023 - 1º turno                                        | 1                                                                   | 46’                                                                 |
| 23-1-2024                                                           | Al Rayyan                                                           | Iran                                                                | 2 – 1                                                               | Emirati Arabi Uniti                                                 | Coppa d'Asia 2023 - 1º turno                                        | -                                                                   | 85’                                                                 |
| 31-1-2024                                                           | Doha                                                                | Iran                                                                | 1 – 1 dts (5 – 3 dtr)                                               | Siria                                                               | Coppa d'Asia 2023 - Ottavi di finale                                | -                                                                   | 90+8’                                                               |
| 3-2-2024                                                            | Al Rayyan                                                           | Iran                                                                | 2 – 1                                                               | Giappone                                                            | Coppa d'Asia 2023 - Quarti di finale                                | -                                                                   | 90+9’                                                               |
| 7-2-2024                                                            | Doha                                                                | Iran                                                                | 2 – 3                                                               | Qatar                                                               | Coppa d'Asia 2023 - Semifinale                                      | 1                                                                   |                                                                     |
| 21-3-2024                                                           | Teheran                                                             | Iran                                                                | 5 – 0                                                               | Turkmenistan                                                        | Qual. Mondiali 2026                                                 | 1                                                                   | 45+1’                                                               |
| 6-6-2024                                                            | Hong Kong                                                           | Hong Kong                                                           | 2 – 4                                                               | Iran                                                                | Qual. Mondiali 2026                                                 | 1                                                                   | 77’                                                                 |
| 11-6-2024                                                           | Teheran                                                             | Iran                                                                | 0 – 0                                                               | Uzbekistan                                                          | Qual. Mondiali 2026                                                 | -                                                                   |                                                                     |
| 5-9-2024                                                            | Fulad Shahr                                                         | Iran                                                                | 1 – 0                                                               | Kirghizistan                                                        | Qual. Mondiali 2026                                                 | -                                                                   | 80’                                                                 |
| 10-9-2024                                                           | al-'Ayn                                                             | Emirati Arabi Uniti                                                 | 0 – 1                                                               | Iran                                                                | Qual. Mondiali 2026                                                 | -                                                                   | 57’                                                                 |
| 10-10-2024                                                          | Tashkent                                                            | Uzbekistan                                                          | 0 – 0                                                               | Iran                                                                | Qual. Mondiali 2026                                                 | -                                                                   | 79’                                                                 |
| 15-10-2024                                                          | Dubai                                                               | Iran                                                                | 4 – 1                                                               | Qatar                                                               | Qual. Mondiali 2026                                                 | 2                                                                   | 47’ 85’                                                             |
| 14-11-2024                                                          | Vientiane                                                           | Corea del Nord                                                      | 2 – 3                                                               | Iran                                                                | Qual. Mondiali 2026                                                 | -                                                                   | 68’                                                                 |
| 19-11-2024                                                          | Biškek                                                              | Kirghizistan                                                        | 2 – 3                                                               | Iran                                                                | Qual. Mondiali 2026                                                 | 1                                                                   | 90+3’                                                               |
| 20-3-2025                                                           | Tehran                                                              | Iran                                                                | 2 – 0                                                               | Emirati Arabi Uniti                                                 | Qual. Mondiali 2026                                                 | 1                                                                   | 90’                                                                 |
| 25-3-2025                                                           | Teheran                                                             | Iran                                                                | 2 – 2                                                               | Uzbekistan                                                          | Qual. Mondiali 2026                                                 | -                                                                   |                                                                     |
| Totale                                                              |                                                                     | Presenze                                                            | 91                                                                  |                                                                     | Reti (2º posto)                                                     | 57                                                                  |                                                                     |

## Palmarès

### Club
- Campionato russo: 3

Zenit: 2018-2019, 2019-2020, 2020-2021
- Coppa di Russia: 1

Zenit: 2019-2020
- Supercoppa di Russia: 2

Zenit: 2020, 2021
- Supercoppa degli Emirati Arabi Uniti: 1

Shabab Al-Ahli: 2024
- Campionato emiratino: 1

Shabab Al-Ahli: 2024-2025
- Coppa del Presidente degli Emirati Arabi Uniti: 1

Shabab Al-Ahli: 2024-2025

### Nazionale
- CAFA Nations Cup: 1

2023

### Individuale
- Capocannoniere della Prem'er-Liga: 1

2019-2020 (17 gol)
- Miglior giocatore della Prem'er-Liga: 1

2020-2021
- Miglior giocatore della UAE Pro League: 1

2024-2025
- Capocannoniere della AFC Champions League Two: 1

2024-2025 (9 gol)